# Aeroportul Enrique Olaya Herrera
Aeroportul Enrique Olaya Herrera (IATA: EOH, ICAO: SKMD) este un aeroport din Medellín, Antioquia, Columbia ce deservește zona Medellín. Aeroportul a fost tranzitat în 2022 de 1.317.319 pasageri.
Situat la o altitudine de 1.505 m, aeroportul dispune de 1 pistă.

## Infrastructură

### Piste
Aeroportul dispune de o singură pistă. Pista 02/20 are suprafața de Bitum. 